# 本郷村 (岐阜県羽島郡)
本郷村（ほんごうむら）は、かつて岐阜県羽島郡に存在した村である。
現在の羽島市福寿町本郷に該当する。
発足時点は羽栗郡の村であったが、郡の合併で羽島郡の村となっている。

## 歴史
- 1889年（明治22年）7月1日 - 町村制により、本郷村発足。
- 1897年（明治30年）4月1日[2] - 羽栗郡と中島郡が合併して羽島郡となる。当村は羽島郡の村となる。
- 1897年（明治30年）4月1日 - 間島村、平方村、浅平村と合併し、福寿村が発足。同日本郷村は廃止される。

## 教育
- 本郷尋常小学校（現・羽島市立福寿小学校）